# Leucocoryne curacavina
Leucocoryne curacavina är en amaryllisväxtart som beskrevs av Pierfelice Ravenna. Leucocoryne curacavina ingår i släktet Leucocoryne och familjen amaryllisväxter. Inga underarter finns listade i Catalogue of Life.